# Котсволдські пагорби
Ко́тсволдські па́горби, Ко́тсволд-Гіллз або Ко́тсволдз (англ. Cotswold Hills, Cotswolds) — пасмо пагорбів у Великій Британії, північно-західне обрамлення Лондонського басейну. Розташована в західній частині центральної Англії, переважно на території графств Оксфордшир та Глостершир. Один із офіційно визнаних районів виняткової природної краси Великої Британії.

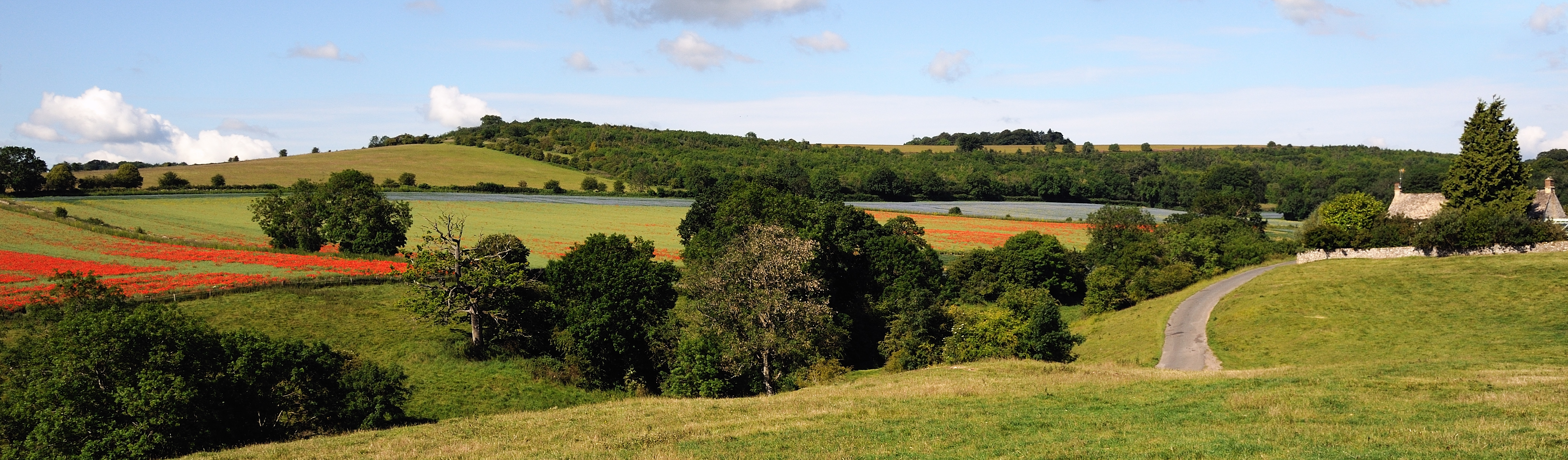

Котсволдські пагорби простягаються з південного заходу на північний схід уздовж лівобережжя річки Северн приблизно на 100 км. На східних схилах беруть початок Темза та її притоки.
Найвища точка — Клів-Гілл (330 м), розташований за 4 км на північ від Челтнема. Гряда складена вапняками, пісковиками та мергелями. Утворює крутий куестовий уступ, звернений на північний захід; протилежний схил пологий. Тут ростуть букові ліси, вересовики, луки. Основне заняття — скотарство.